# Groß Gerungs
Groß Gerungs là một đô thị ở huyện Zwettl, bang Niederösterreich, Áo. Đô thị này có diện tích 105,88 km², dân số thời điểm 31 tháng 12 năm 2005 là 4745 người.